# And I Feel Fine... The Best of the I.R.S. Years 1982–1987
Albums de R.E.M.
Around the Sun
(2004) R.E.M. Live
(2007)
And I Feel Fine... The Best of the I.R.S. Years 1982–1987 est une compilation du groupe de rock américain R.E.M. qui comprend des chansons enregistrées durant les années où le groupe était sur le label IRS Records. Cet album est paru le 11 septembre 2006. Le même jour est sorti un DVD intitulé When the Light Is Mine, couvrant la même période.
And I Feel Fine est disponible en deux versions : un CD simple avec 21 titres extraits des albums allant du EP de 1982 Chronic Town à l'album de 1987 Document, et une seconde édition comprenant le CD précédent et un CD bonus de raretés, inédits et versions différentes. Tous les titres ont été remasterisés.
Deux chansons, Bad Day et All the Right Friends, apparaissent en tant que démo ou chute de studio, contrairement aux versions finales parues sur la compilation de 2003 In Time: The Best of R.E.M. 1988-2003.
À ce jour, And I Feel Fine... The Best of the I.R.S. Years 1982-1987 a atteint la 70e place dans les classements du Royaume-Uni. Aux États-Unis, chaque version s'est classée séparément : la version simple n°148 et la version 2 CD n° 116.

## Liste des titres
Tous les titres sont de Bill Berry, Peter Buck, Mike Mills et Michael Stipe sauf mention contraire.

### Disque 1
1. Begin the Begin (de Lifes Rich Pageant, 1986) – 3:29
2. Radio Free Europe (de Murmur, 1983) – 4:06
3. Pretty Persuasion (de Reckoning, 1984) – 3:51
4. Talk About the Passion (de Murmur, 1983) – 3:22
5. (Don't Go Back To) Rockville (single version, 1984) – 4:33
6. Sitting Still (de Murmur, 1983) – 3:18
7. Gardening at Night (de Chronic Town, 1982) – 3:29
8. 7 Chinese Bros. (de Reckoning, 1984) – 4:15
9. So. Central Rain (I'm Sorry) (de Reckoning, 1984) – 3:15
10. Driver 8 (de Fables of the Reconstruction, 1985) – 3:23
11. Cant Get There from Here (single version, 1985) – 3:39
12. Finest Worksong (de Document, 1987) – 3:48
13. Feeling Gravitys Pull (de Fables of the Reconstruction, 1985) – 4:51
14. I Believe (de Lifes Rich Pageant, 1986) – 3:49
15. Life and How to Live It (de Fables of the Reconstruction, 1985) – 4:08
16. Cuyahoga (de Lifes Rich Pageant, 1986) – 4:21
17. The One I Love (de Document, 1987) – 3:17
18. Welcome to the Occupation (de Document, 1987) – 2:47
19. Fall On Me (de Lifes Rich Pageant, 1986) – 2:51
20. Perfect Circle (de Murmur, 1983) – 3:29
21. It's the End of the World as We Know It (And I Feel Fine) (de Document, 1987) – 4:05

### Disque 2
1. Pilgrimage (choix de Mike Mills – de Murmur, 1983) – 4:30
2. These Days (choix de Bill Berry – de Lifes Rich Pageant, 1986) – 3:25
3. Gardening at Night (Slower electric demo) – 4:44
4. Radio Free Europe (Hib-Tone version) – 3:48
5. Sitting Still (Hib-Tone version) – 3:16
6. Life and How to Live It (Live at Muziekcentrum Vredenburg, Utrecht, 14 septembre 1987) – 6:36
7. Ages of You (Live at The Paradise Theater, Boston, 13 juillet 1983) – 3:48
8. We Walk (Live at The Paradise, Boston, 13 juillet 1983) – 3:17
9. 1,000,000 (Live at The Paradise, Boston. 13 juillet 1983) – 3:25
10. Finest Worksong (Other mix) – 3:47
11. Hyena (Demo) – 2:50
12. Theme from Two Steps Onward – 4:37
13. Superman (Gary Zekley, Mitchell Bottler) (de Lifes Rich Pageant, 1986) – 2:53
14. All the Right Friends (Demo) – 3:53
15. Mystery to Me (Demo) – 2:01
16. Just a Touch (Live in-studio version) – 2:38
17. Bad Day (session outtake de Lifes Rich Pageant, intitulée initialement "PSA") – 3:03
18. King of Birds (de Document, 1987) – 4:09
19. Swan Swan H (Live, acoustic du film Athens, GA: Inside Out) – 2:43
20. Disturbance at the Heron House (choix de Peter Buck– de Document, 1987) – 3:32
21. Time After Time (annElise) (choix de Michael Stipe – from Reckoning, 1984) – 3:31

## Classements
Album
| Année | Classement                    | Position                                      |
| ----- | ----------------------------- | --------------------------------------------- |
| 2006  | The Billboard 200             | 148 Edition simple 116 Edition limitée (2 cd) |
| 2006  | Billboard Top Internet Albums | 207                                           |
| 2006  | UK album chart                | 70 (classé 1 semaine)                         |

## Référence
- (en) Cet article est partiellement ou en totalité issu de l’article de Wikipédia en anglais intitulé « And I Feel Fine... The Best of the I.R.S. Years 1982-1987 » (voir la liste des auteurs).